# Ben Jacques-Maynes

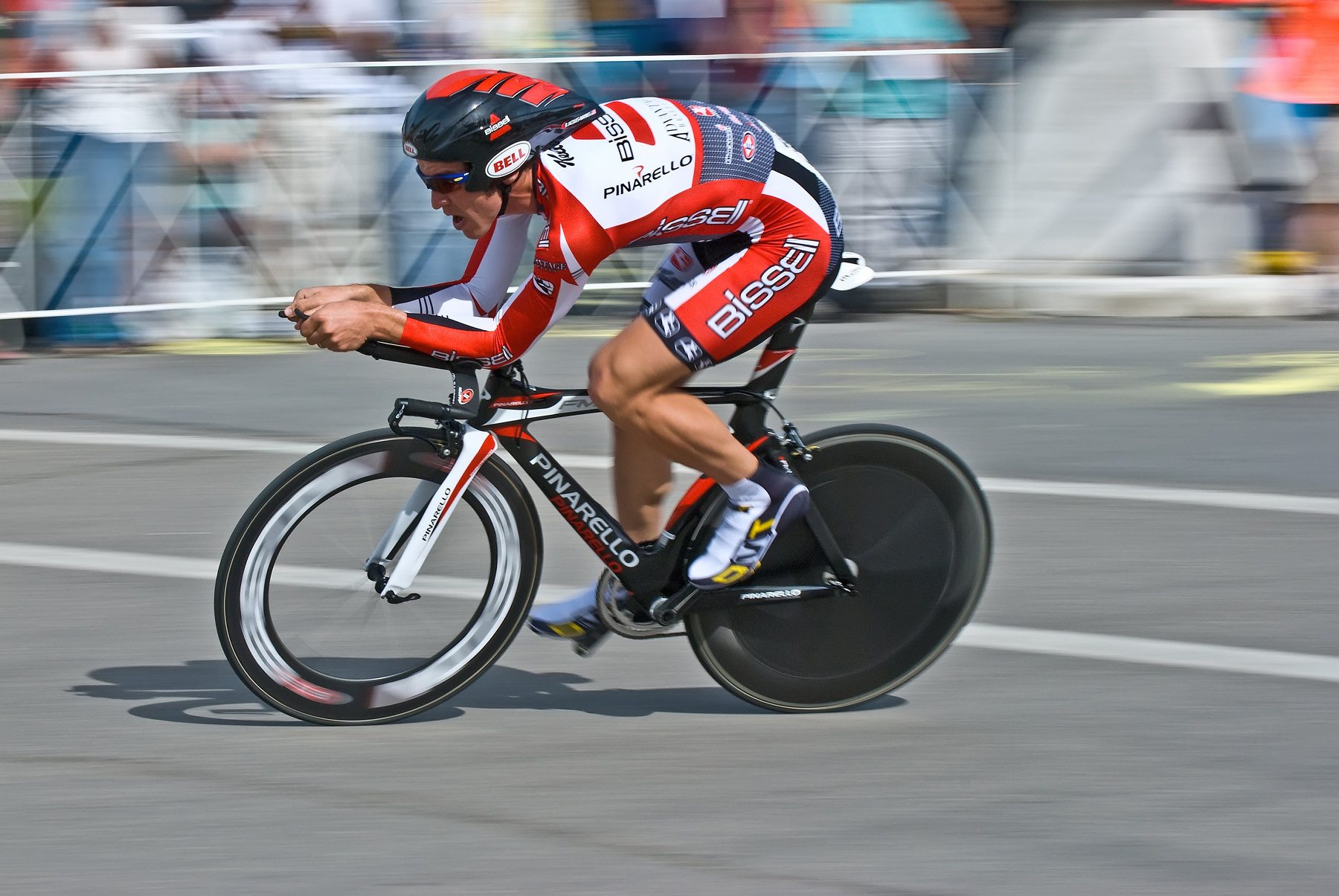
Ben Jacques-Maynes bei der Tour of California 2009

Benjamin Jacques-Maynes (* 22. September 1978 in Berkeley) ist ein ehemaliger US-amerikanischer Cyclocross- und Straßenradrennfahrer. 

## Karriere
Ben Jacques-Maynes wurde 2001 US-amerikanischer Crossmeister in der U23-Kategorie. Im nächsten Jahr erhielt er seinen ersten Vertrag bei einem internationalen Radsportteam, der Mannschaft Sierra Nevada-Cannondale. Im Laufe seiner Karriere gewann er zahlreiche Abschnitte und einige Gesamtwertungen von Etappenrennen des US-amerikanischen Rennkalenders. Bei den UCI-Etappenrennen Tour of Utah und USA Pro Challenge gewann er 2012 bzw. 2014 jeweils die Bergwertung.

## Erfolge

### Cross
2001/2002
- US-amerikanischer Crossmeister (U23)

2004/2005
- Grand Prix of Reno

### Straße
2012
- Bergwertung Tour of Utah

2014
- Bergwertung USA Pro Challenge

## Teams
- 2002 Sierra Nevada-Cannondale
- 2003 Sierra Nevada-Clif Bar
- 2004 Sierra Nevada Cycling
- 2005 Kodak Easyshare Gallery-Sierra Nevada
- 2006 Kodakgallery.com-Sierra Nevada
- 2007 Priority Health-Bissell
- 2008 Bissell Pro Cycling Team
- 2009 Bissell Pro Cycling
- 2010 Bissell
- 2011 Bissell Cycling
- 2012 Bissell Cycling
- 2013 Jamis-Hagens Berman
- 2014 Jamis-Hagens Berman
- 2014 Jamis-Hagens Berman

## Privat
Sein Zwillingsbruder Andy ist ebenfalls Radsportler.